# 托马斯维尔 (阿拉巴马州)
托马斯维尔（英文：Thomasville），是美国阿拉巴马州下属的一座城市。面积约为8.73平方英里（约合22.6平方公里）。根据2010年美国人口普查，该市有人口4,209人，人口密度为482.3/平方英里（约合186.24/平方公里）。